# Tannerus (cràter)
Tannerus és un petit cràter d'impacte que es troba a les accidentades terres altes del sud de la Lluna. Es localitza a menys de dos de diàmetres d'Asclepi al nord-est, i cap a l'est apareix Jacobi.

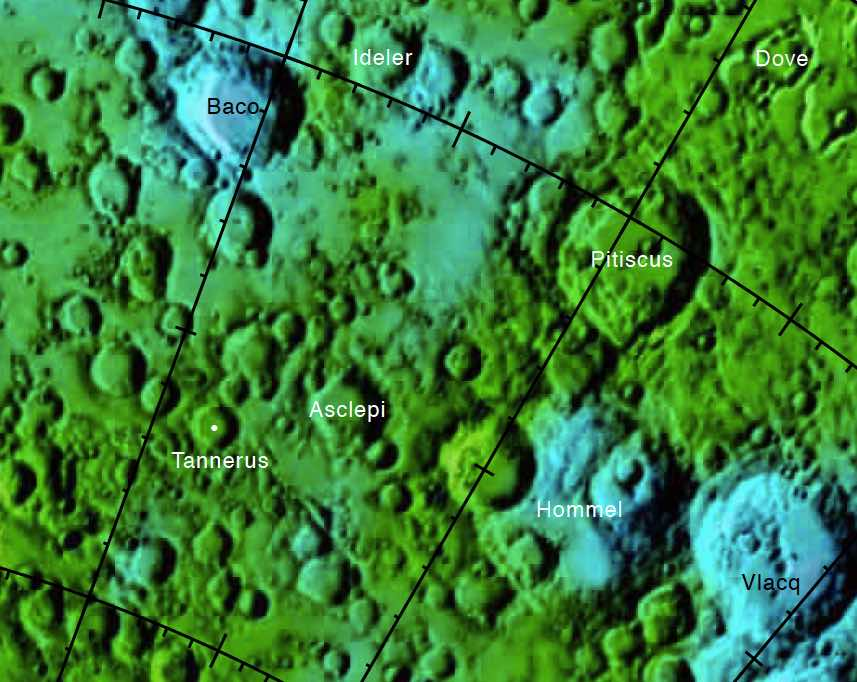
Localització de Tannerus (centre esquerra de la imatge)
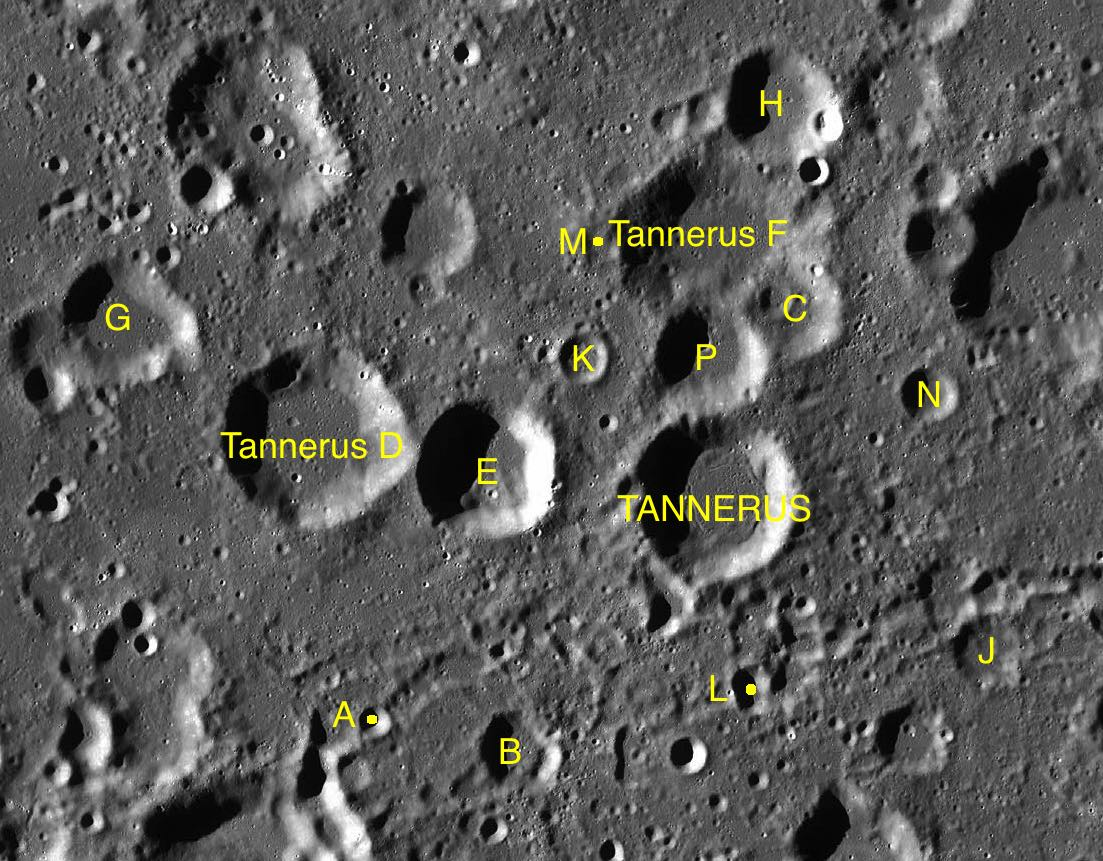
Cràters satèl·lit
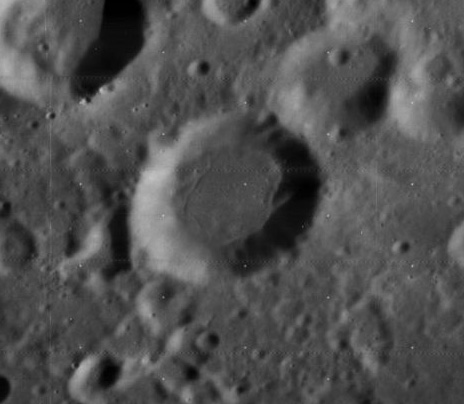
Fotografia de la missió Lunar Orbiter 4 (1967)

La vora d'aquest cràter és gairebé a circular, amb només un lleuger entrant en la vora nord, on s'uneix amb Tannerus P. La vora és esmolada i ben definida, encara que presenta petits impactes en els sectors oest i sud de la vora. El sòl del cràter està anivellat i lliure de marques o característiques ressenyables.

## Cràters satèl·lit
Per convenció aquests elements són identificats en els mapes lunars posant la lletra en el costat del punt central del cràter que està més proper a Tannerus.
| Tannerus | Coordenades                          | Diàmetre |
| -------- | ------------------------------------ | -------- |
| A        | 57° 30′ S, 18° 12′ E / 57.5°S,18.2°E | 5 km     |
| B        | 57° 30′ S, 19° 42′ E / 57.5°S,19.7°E | 14 km    |
| C        | 55° 18′ S, 22° 42′ E / 55.3°S,22.7°E | 16 km    |
| D        | 55° 48′ S, 18° 00′ E / 55.8°S,18.0°E | 32 km    |
| E        | 56° 06′ S, 19° 36′ E / 56.1°S,19.6°E | 26 km    |
| F        | 55° 00′ S, 22° 06′ E / 55.0°S,22.1°E | 36 km    |
| G        | 55° 06′ S, 16° 12′ E / 55.1°S,16.2°E | 22 km    |
| H        | 54° 12′ S, 22° 42′ E / 54.2°S,22.7°E | 20 km    |
| J        | 57° 12′ S, 24° 36′ E / 57.2°S,24.6°E | 12 km    |
| K        | 55° 30′ S, 20° 42′ E / 55.5°S,20.7°E | 8 km     |
| L        | 57° 30′ S, 22° 18′ E / 57.5°S,22.3°E | 7 km     |
| M        | 54° 54′ S, 20° 54′ E / 54.9°S,20.9°E | 6 km     |
| N        | 55° 54′ S, 24° 06′ E / 55.9°S,24.1°E | 10 km    |
| P        | 55° 36′ S, 21° 54′ E / 55.6°S,21.9°E | 20 km    |